# Municipio de New York
El municipio de New York (en inglés: New York Township) es un municipio ubicado en el condado de Caldwell en el estado estadounidense de Misuri. En el año 2010 tenía una población de 272 habitantes y una densidad poblacional de 2,91 personas por km².

## Geografía
El municipio de New York se encuentra ubicado en las coordenadas 39°39′17″N 93°55′40″O / 39.65472, -93.92778. Según la Oficina del Censo de los Estados Unidos, el municipio tiene una superficie total de 93.42 km², de la cual 92,96 km² corresponden a tierra firme y (0,49 %) 0,46 km² es agua.

## Demografía
Según el censo de 2010, había 272 personas residiendo en el municipio de New York. La densidad de población era de 2,91 hab./km². De los 272 habitantes, el municipio de New York estaba compuesto por el 97,06 % blancos, el 0,74 % eran asiáticos, el 0,74 % eran isleños del Pacífico y el 1,47 % eran de una mezcla de razas. Del total de la población el 0,37 % eran hispanos o latinos de cualquier raza.